# Incyte
Incyte est une société pharmaceutique américaine basée à Alapocas, au Delaware. L'entreprise a été fondée à Palo Alto, Californie, en 1991 et a été introduite en bourse en 1993.
Incyte a développé un médicament, le Jakafi (ruxolitinib), qui a été approuvé par la Food and Drug Administration (FDA) des États-Unis et qui a été prescrit à plusieurs milliers de patients aux États-Unis.

## Historique
À compter de 2014, la société mettait au point le baricitinib, un inhibiteur oral du JAK1 et du JAK2 contre la polyarthrite rhumatoïde, en partenariat avec Eli Lilly. Il a été approuvé par l'Union européenne en février 2017. En avril 2017, la Food and Drug Administration des États-Unis a émis un avis de rejet, invoquant des préoccupations au sujet de la posologie et de l'innocuité,.
À partir de 2016, un inhibiteur de l'indoléamine 2,3-dioxygénase (IDO1), était en développement pour soigner divers cancers et faisait l'objet d'essais combinés avec le pembrolizumab (Keytruda) de Merck et le nivolumab (Opdivo) de Bristol Myers Squibb.
En 2014, Incyte nomme Hervé Hoppenot Président-directeur général. Hoppenot avait précédemment été président de Novartis Oncologie.
En septembre 2015, la société a annoncé qu'elle avait obtenu le droit exclusif de développement et de commercialisation de l'anticorps monoclonal anti-PD-1 SHR-1210 de Jiangsu Hengrui Medicine Co, Ltd. dans le cadre d'une transaction d'une valeur de plus de 795 millions de dollars.
En mars 2018, Incyte lance la construction de son siège européen à Morges.